# Стандартный английский язык
Стандартный английский язык (англ. Standard English, в кругах лингвистов часто используется аббревиатура SE) — понятие, которое относится к любой форме английского языка, включающей в себя грамматику, лексику и правописание, принятой в качестве национальной литературной нормы в англоязычных странах. Поскольку, в отличие от абсолютного большинства наиболее распространённых языков мира, у английского языка нет никакого официального регулятора, точное определение «стандартного английского языка» невозможно дать в принципе.

## Множественность стандартов английского языка
В Великобритании, в частности, в Англии и Уэльсе, под SE часто подразумевают Received Pronunciation и англ. United Kingdom Standard English (UKSE). В Шотландии в качестве языкового стандарта используется Шотландский вариант английского языка (Scottish Standard English). В США стандартным английским именуют «общеамериканский», или «североамериканский английский», который отличается от «южноамериканского английского», прежде всего акцентом. В Австралии стандартом считается Австралийский вариант английского языка (англ. General Australian).
Особенности «стандартного английского» зависят от региональной специфики. Форма, которая считается стандартом в одном регионе, может быть нестандартной в другом, и наоборот. Например городской сленг американских чернокожих можно рассматривать как «нестандартный английский» в отличие от сленга представителей среднего класса.
Помимо этого, в рамках каждого «национального стандарта» английского языка существует набор функциональных стилей речи (достаточно сравнить, например, стиль газетной публицистики со стилем академических изданий). Различаются между собой также стандарты устной и письменной английской речи. Стандарты разговорной речи традиционно менее жёстки, нежели стандарты письменной речи, и быстрее воспринимают новые грамматические нормы и лексику. Различия в версиях SE зачастую восходят к правилам английской грамматики, принятым ещё в XVIII веке.
В результате исторических миграций англоговорящего населения и создания Британской империи, а также преимущественного использования английского языка в качестве международного языка торговли и коммерции (лингва-франка), английский стал наиболее широко используемым вторым языком после родного. В странах, где английский язык не является широко распространённым, для местных жителей можно считать для целей обучения «стандартом» британский или американский вариант.

## Грамматика
Версии SE в различных англоязычных странах очень близки друг к другу и отличаются незначительными грамматическими особенностями. Например, в американском английском и австралийском английском, формы «sunk» и «shrunk» начинают восприниматься как стандартные формы прошедшего времени глаголов «sink» и «shrink», в то время как в британском SE стандартными по-прежнему считаются формы прошедшего времени «sank» и «shrank». В южноафриканском английском становится нормой опускание дополнения у переходных глаголов, например: «Did you get?», «You can put in the box», что не является нормой в большинстве других форм SE.

## Лексика
В лексике англоязычных стран более всего выделяется лексика австралийского английского, для которой характерным является употребление уменьшительных имён путём сокращения слов или добавления соответствующих окончаний, или того и другого одновременно, например «G’day» (good day), «medico» (medical practitioner), «blockie» (someone farming a block of land), «ump» (umpire).

## Орфография
За редкими исключениями, стандартным признаётся правописание как американского, так и британского английского, а также смесь этих двух вариантов (как, например, в правописании канадского английского и австралийского английского). Британский вариант правописания обычно преобладает в странах Содружества.